# REM (Mr.Childrenの曲)
『REM』（レム）は、日本のバンド・Mr.Childrenの5作目の配信限定シングル。2013年5月29日にトイズファクトリーより発売された。

## 概要
シングルの発売は前作『hypnosis」以来約9か月ぶりで、Mr.Childrenの配信限定シングルでPC配信が行われたのは『かぞえうた』以来2度目となる。
本作発売と同時にYouTubeにMr.Children公式チャンネル『Mr.Chldren Official Channel』が開設され、本作を始めとするいくつかの曲のミュージック・ビデオ、ライブ映像が公開された。

## 収録曲
| #  | タイトル | 作詞・作曲 | 編曲                   | 時間 |
| -- | -------- | ---------- | ---------------------- | ---- |
| 1. | 「REM」  | 桜井和寿   | 小林武史 & Mr.Children | 4:30 |

## 楽曲解説
1. REM
  - 東宝配給映画『リアル 〜完全なる首長竜の日〜』主題歌[4]。
  - 仮タイトルは「スクリーム」[5]。
  - 同映画のプロデューサー・平野隆の「とにかくぶっ飛ばしてくれ!」というリクエストの元に制作された曲で[6]、完成した音源を聴いた平野は「Mr.Children史上、最も激しいロックであることはもちろん、日本のロックシーンでは聴いたことのないような曲」とコメントしている[2]。
  - この曲について桜井和寿は「『リアル ～完全なる首長竜の日～』の原作を読んで、夢と現実が錯綜するようなものだったから、そういうモチーフをMr.Children的に取り入れつつ、なおかつ新しい側面を聴かせられるバランスというものを考えて。新しい感じっていうか、今度はまた何をしてくるの!?って思われるようなものをやってみたかった。」と語っている[7]。
  - ミュージック・ビデオは、Mr.Childrenと度々タッグを組んできた丹修一によって制作された。丹によるミュージック・ビデオは「優しい歌」以来となる[8]。
  - ライブでは、音楽フェス『SUMMER SONIC 2013』で初披露となった。

## 参加ミュージシャン
- Mr.Children
  - 桜井和寿：Vocal & Guitar
  - 田原健一：Guitar
  - 中川敬輔：Bass
  - 鈴木英哉：Drums
- 小林武史：Keyboards
- 安達練：Computer Programing

## ライブ映像作品
REM
| 作品名                               |
| ------------------------------------ |
| Mr.Children REFLECTION {Live & Film} |
| Mr.Children Stadium Tour 2015 未完   |
| miss you LIVE                        |

## 収録アルバム
- 『REFLECTION {Naked}』
- 『REFLECTION {Drip}』
- 『Mr.Children 2011-2015』